# Phare de Moldava
Le phare de Moldava (en estonien : Moldava tulepaak) est un phare situé dans le village de Jabara de la commune de Lüganuse du Comté de Viru-Est, en Estonie, sur le golfe de Finlande (mer Baltique).
Il est géré par l'Administration maritime estonienne ,.

## Description
Le phare actuel est une tour métallique carrée à claire-voie de 28 mètres de haut. Il porte un marquage de jour en blanc et noir. Il émet, à une hauteur focale de 85 mètres, un bref éclat blanc toutes les 3 secondes. Sa portée nominale est de 12 milles nautiques (environ 22 km).
Il est situé à environ 10 km à l'ouest de Kohtla-Järve.
Identifiant : ARLHS : EST-074 ; EVA-030 - Amirauté : C-3888 - NGA : 12944 .

## Caractéristique duFeu maritime
Fréquence : 3 secondes (W)
- Lumière : 1 seconde
- Obscurité : 2 secondes

|                   |
| Golfe de Finlande |

### Lien connexe
- Liste des phares d'Estonie